# AeroDreams Chi-7
AeroDreams Chi-7 — аргентинский лёгкий многоцелевой вертолёт. Может использоваться в пилотируемом и беспилотном вариантах. Разработан и построен компанией AeroDreams на базе пилотируемого двухместного вертолёта Heli-Sport CH-7, сконструированным в свою очередь, на базе Cicaré CH-6. Может осуществлять полёты на малой высоте и пересечённой местности, а также с морских судов. Выполняет различные задачи, в зависимости от следующего установленного оборудования:
- электрооптическая система (EO)
- инфракрасная система (IR)
- система FLIR
- система SAR
- система LIDAR
- система опыления

Всего компанией было произведено более 400 единиц вертолётов, часть которых были поставлены на экспорт.

## ЛТХ
- Диаметр несущего винта — 6 м
- Диаметр рулевого винта — 1,1 м
- Длина фюзеляжа — 7,15 м
- Тип двигателя — 1 ПД Rotax 912
- Мощность — 1 × 100 л.с.
- Максимальная взлётная масса — 450 кг
- Собственная масса — 220 кг
- Масса полезной нагрузки — 230 кг
- Максимальная скорость подъёма — 8 м/с
- Максимальная скорость — 190 км/ч
- Крейсерская скорость — 130 км/ч
- Продолжительность полёта — 8-10 часов
- Практический потолок — 4 500 м